# Współczynnik zmienności
Współczynnik zmienności – klasyczna miara zróżnicowania rozkładu cechy. W odróżnieniu od odchylenia przeciętnego, które określa bezwzględne zróżnicowanie cechy, współczynnik zmienności jest miarą względną, czyli zależną od wielkości średniej arytmetycznej. Definiowany jest wzorem:
{\displaystyle V={\frac {s}{\overline {x}}},\quad {\overline {x}}\neq 0,}
gdzie:
{\displaystyle s} – odchylenie standardowe z próby,
{\displaystyle {\overline {x}}} – średnia arytmetyczna z próby.
Współczynnik ten jest estymatorem swojego odpowiednika w populacji:
{\displaystyle v={\frac {\sigma }{\mu }},\quad \mu \neq 0,}
gdzie:
{\displaystyle \sigma } – odchylenie standardowe w populacji,
{\displaystyle \mu } – wartość oczekiwana.
Jest to dla dowolnego rozkładu estymator zgodny, jednak w ogólnym przypadku jest obciążony (również asymptotycznie).
Współczynnik zmienności zazwyczaj podaje się w procentach.
Współczynnik zmienności jest stosowany najczęściej przy porównywaniu zróżnicowania cechy w dwóch różnych rozkładach.

## Przykład
Pierwszy
Kontrola w piekarni wykazała, iż średnia waga bochenka chleba to 500 gramów, zaś odchylenie standardowe to 2,5 grama. Średnia waga ciastka z kremem to 115 gramów, zaś odchylenie 2,4 grama.
{\displaystyle V_{chleba}={\frac {2{,}5}{500}}\cdot 100\%=0{,}5\%,}
{\displaystyle V_{ciastka}={\frac {2{,}4}{115}}\cdot 100\%=2{,}087\%.}
Pomimo iż obie badane populacje charakteryzowały się podobnym odchyleniem, to współczynnik zmienności ciastek z kremem jest ponad 4-krotnie wyższym niż chleba.
Drugi
Tydzień później przeprowadzono ponowną kontrolę w cukierni. Wykazała ona, iż średnia waga chleba to 505 gramy, zaś odchylenie to 5 gramów. Średnia waga ciastka wyniosła 100 gramów, a odchylenie 1 gram.
{\displaystyle V_{chleba}={\frac {5}{505}}\cdot 100\%=0{,}99\%}
{\displaystyle V_{ciastka}={\frac {1}{100}}\cdot 100\%=1\%}
Współczynniki zmienności chleba i ciastka są zbliżone. Spadek zmienności w przypadku ciastek świadczy o mniejszym zróżnicowaniu wagowym wypieków.